# Torre abbaziale di San Zeno
La torre abbaziale di San Zeno è un edificio che faceva parte dell'abbazia di San Zeno e che sorge nell'omonimo quartiere di Verona.

## Storia
La costruzione della torre, che viene menzionata per la prima volta in due documenti del 1169, ebbe luogo in almeno due diverse fasi: molto probabilmente la prima edificazione è databile al XII secolo, mentre in quello successivo avvenne la sopraelevazione.
Questa differenziazione dell'edificazione in due momenti venne proposta, tra gli altri, dal soprintendente ai monumenti di Verona Alessandro Da Lisca, che fece un attento esame dei prospetti notando come «La muratura continua tutta dello stesso tipo da terra ai davanzali del terzo piano; più in alto cambia la qualità e il colore del laterizio che è più chiaro. Nelle due parti sono differenti i caratteri delle finestre; in basso archi di tufo; in alto archi di solo cotto. Si noti ancora che poco sotto la linea di divisione delle due parti, nella faccia a mezzodì presso l'angolo a sinistra, sporge una grossa doccia di pietra la quale non sarebbe spiegabile se non vi fosse stato il corrispondente tetto. La torre quindi fu in secondo tempo rialzata».

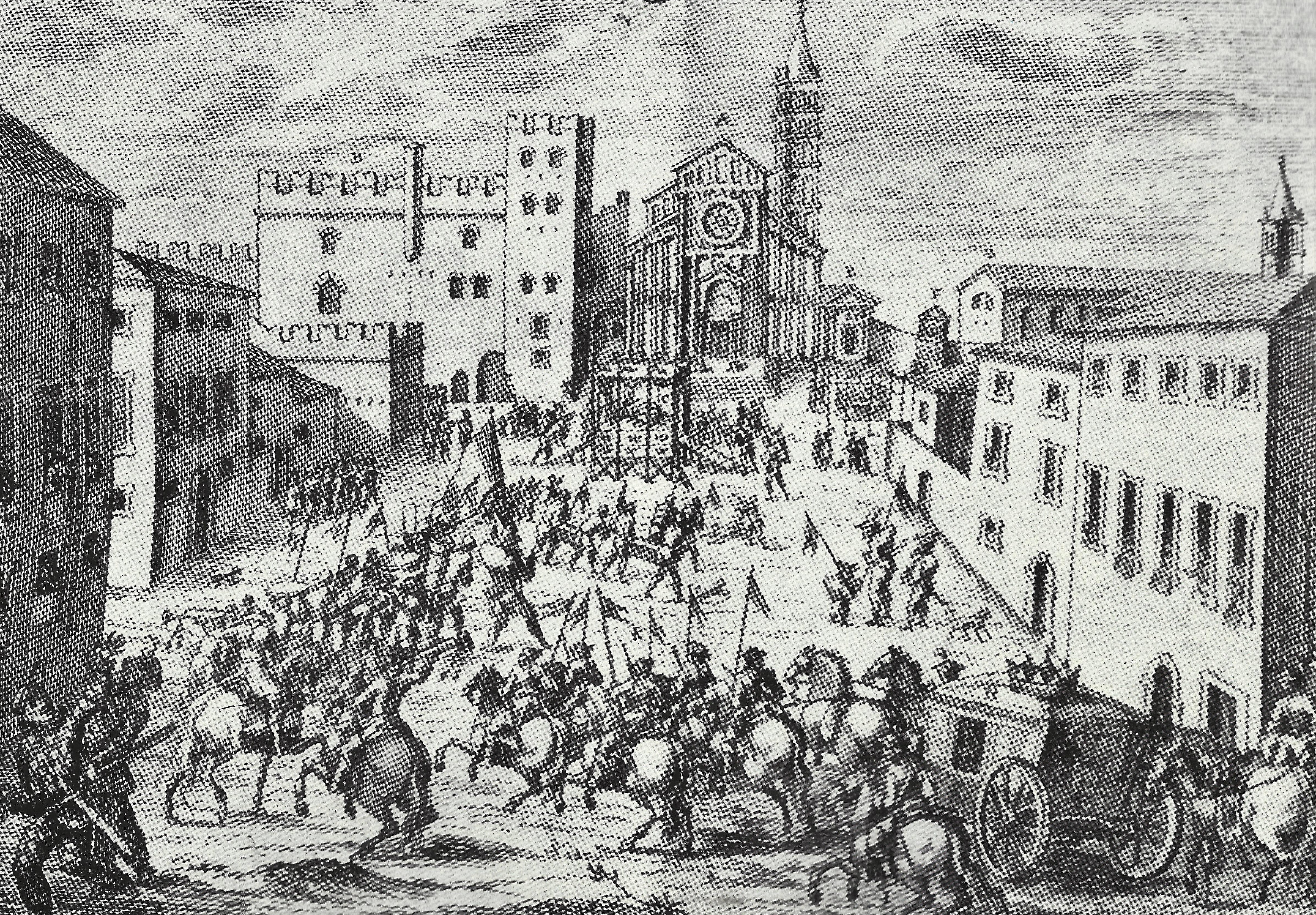
Il palazzo abbaziale di San Zeno in una incisione del 1770 circa; si noti l'altezza maggiore del fabbricato di sinistra, capitozzato e ridotto di dimensioni nel XIX secolo.

Il Da Lisca data l'ampliamento all'altezza attuale al XIII secolo, mentre al secolo successivo la realizzazione del fabbricato addossato lungo la parete settentrionale, così alto che andò quasi a coprire il balcone del terzo piano della torre. Questo secondo fabbricato, noto anche come "palazzo dell'Abate" venne parzialmente demolito agli inizi del XIX secolo per ricavarne materiali da costruzione, quindi allo stato attuale è visibile in dimensioni minori, ma originariamente aveva un piano in più e una lunghezza doppia. Questo complesso, che aveva al piano terreno l'accesso al monastero, era destinato all'abate e agli ospiti più prestigiosi, in quanto l'abbazia di San Zeno fino ancora al XIV secolo fungeva da albergo per gli imperatori del Sacro Romano Impero.
L'edificio è stato restaurato verso la fine del XX secolo su progetto dell'architetto veronese Libero Cecchini, cui si deve anche il restauro dei ponti Pietra e di Castelvecchio nell'immediato dopoguerra.

## Descrizione

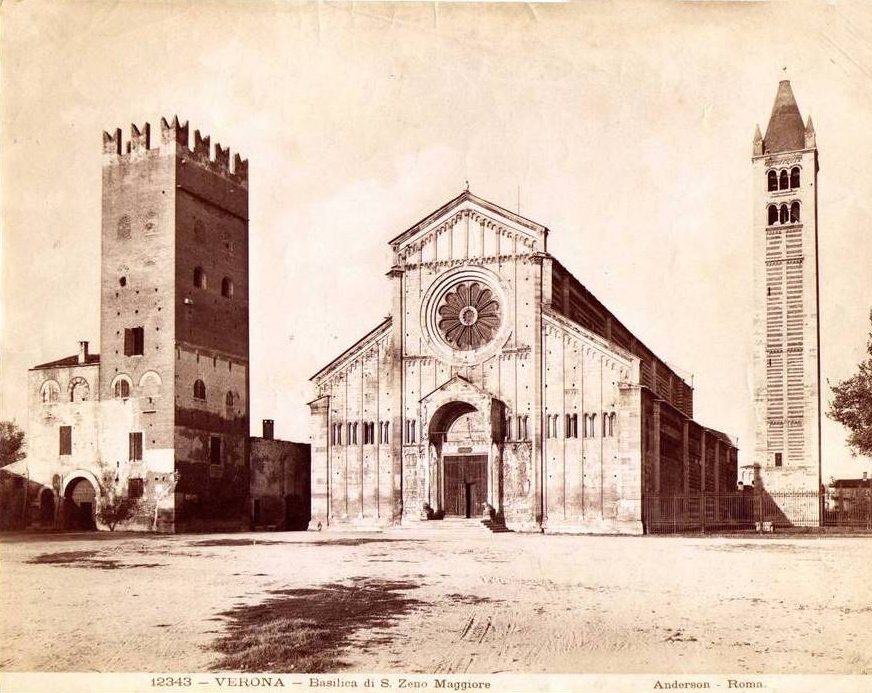
Il complesso di San Zeno in una fotografia del XIX secolo

All'epoca della sua costruzione, la torre era situata all'esterno delle mura comunali cittadine, solo in un secondo momento ricompresa insieme all'abbazia di San Zeno e all'omonimo borgo all'interno delle mura scaligere, fatte costruire da Cangrande della Scala. Il massiccio e alto torrione si eleva sul lato sinistro di piazza San Zeno, sul fianco della basilica dedicata al vescovo veronese; realizzato tutto in mattoni di laterizio su letti di malta, sui prospetti si aprono delle finestre ad arco a tutto sesto ed è coronata da merlature ghibelline. L'edificio è composto di sei piani, di cui quattro con copertura a volta, il penultimo livello con travatura lignea a vista e l'ultimo con il tetto.
Il complesso è caratterizzato dalla presenza di alcuni dipinti, di cui il più interessante e studiato è quello posto lungo la parete settentrionale della torre, in origine posizionato all'esterno dell'edificio ma inserito all'interno del palazzo dell'Abate nel XIV secolo; esso raffigura al centro un corteo di vari popoli che si avviano a rendere omaggio a un sovrano in trono, con una città turrita sullo sfondo, coronato in alto da un piccolo fregio caratterizzato da un ornato floreale ravvivato da mascheroni mostruosi e da figure fantastiche di animali e combattenti, infine in basso sono raffigurate delle scene di caccia. Si tratta di un dipinto piuttosto insolito a causa degli appariscenti copricapi che rendono distinguibili i diversi popoli, per le difficoltà di interpretazione iconografiche e per la singolare tecnica pittorica utilizzata. Questo dipinto potrebbe essere un'opera romanica delle maestranze altoatesine della Val Venosta, tanto che sono presenti alcune somiglianze con un dipinto situato nell'abside della chiesa di San Giovanni a Müstair, e potrebbe essere databile agli ultimi due decenni del XII secolo.
All'interno della torre, invece, si conserva un frammento d'affresco che rappresenta la parte inferiore di una "Ruota della Fortuna" con una figura umana aggrappata e contraddistinta dalla scritta «sum sine regno»; anche questo influenzato dall'esperienza dell'arte nordica, si tratta dello stesso soggetto che si trova nel rosone posto sulla facciata della basilica di San Zeno, opera eseguita tra la fine del XII secolo e l'inizio di quello successivo dal maestro Brioloto de Balneo. Sempre all'interno, agli ultimi piani della torre, vi sono infine alcuni frammenti di affreschi di tipo geometrico del XIV secolo che decoravano interamente le pareti ed erano caratterizzati da una gamma cromatica particolarmente vivida.